# Спадкоємець (фільм, 1973)
«Спадкоємець» (фр. «L'Héritier») — французький фільм режисера Філіппа Лабро з Жаном-Полем Бельмондо у головній ролі, випущений 22 березня 1973 року.

## Сюжет
Великий промисловець, медіа-магнат, фінансист і політик Юго Корделль разом з дружиною гине в авіакатастрофі. Літак вибухнув через 18 хвилин після вильоту. Його єдиним спадкоємцем є син Барт (Бельмондо), який приїжджає з США разом зі своїм другом Давідом Ловенштайном, щоб взяти в свої руки керівництво імперією батька. За життя Юго Корделль не ладнав зі своїм сином. Остаточний розрив між ними стався, коли Барт одружився з дочкою Луїджі Галацці, італійського індустріального магната, який є політичним супротивником його батька. Після цього Барт покинув Францію і оселився з родиною в США. Тепер, повернувшись на батьківщину, він є темною конячкою для преси і для підлеглих його батька, які дуже хотіли б дізнатися про нього побільше. А Барт Корделль намагається з'ясувати обставини загибелі батька, так як підозрює, що авіакатастрофа була влаштована його ворогами. В результаті власного розслідування він дізнається про справжню причину ворожнечі між його батьком і тестем: Луїджі Галацці під час війни керував арештом і депортацією брата Юго Корделля, який помер незадовго до приходу союзницьких сил. В руки Барта потрапляє також мікроплівка, що належала його батькові, з документами, які доводять участь Галацці в депортації багатих римських євреїв. Наступний номер журналу Корделля присвячений тільки одній темі — викриття Галацці. За це Барт платить своїм життям.

## У ролях
- Жан-Поль Бельмондо — Барт Корделль
- Карла Гравіна — Ліза Рокенкур
- Жан Рошфор — Андре Бертьє
- Чарльз Деннер — Давід Ловенштайн
- Жан Десайї — Жан-П'єр Карнаван
- Франсуа Шометт — Терон-Майяр
- Мішель Бон — Фредерік Ламберт
- П'єр Грассе — П'єр Дельмас
- Моріс Гаррель — детектив Брайєн
- Морін Кервін — Лорен
- Жан Мартін — Шнайдер
- Марсель Кювельєр — міністр
- Фоско Джакетті — Луїджі Галацці
- Анна Орсо — Джованелла Корделль
- Пол Аміот — Юго Корделль
- Мішель Кассаньє — Андре Дюбуа
- Серж Вагнер — Кампанелла
- Філіп Лабро — журналіст

## Знімальна група
- Режисер — Філіпп Лабро
- Сценарій — Філіпп Лабро, Жак Ланзманн, Вінченцо Лабелла
- Продюсер — Жак-Ерік Стросс
- Оператор — Жан Пензер
- Композитор — Мішель Коломб'є
- Художник — Теобальд Мерісс
- Монтаж — Клод Барруа